# Oława
Oława este un oraș în Polonia.

## Personalități
- Bernhard Lichtenberg (1875-1943), fericit catolic, drept între popoare

## Orașe înfrățite
- Sighetu Marmației, România (2000)